# Matrimonio igualitario en Oaxaca
El matrimonio entre personas del mismo sexo es legal en Oaxaca desde el 5 de octubre de 2019. Una orden histórica de la Suprema Corte de Justicia de la Nación para Oaxaca en 2012 estableció el derecho al matrimonio mediante recurso de amparo en todo México. En agosto de 2019, el Congreso del Estado de Oaxaca aprobó una legislación que modifica varios artículos del Código Civil para reconocer los matrimonios entre personas del mismo sexo. La ley entró en vigor el 5 de octubre. Anteriormente, las parejas del mismo sexo podían casarse en el estado a partir de agosto de 2018, pero requerían trámites burocráticos adicionales en comparación con las parejas del sexo opuesto.

## Historia jurídica

### Caso de la Suprema Corte de 2012 y nuevos desafíos legales
En agosto de 2011, tres parejas del mismo sexo, cuatro mujeres y dos hombres, solicitaron casarse en Oaxaca de Juárez, pero fueron rechazados por los funcionarios de la ciudad. Solicitaron un recurso de amparo, pero fue denegado el 31 de enero. Los matrimonios apelaron la sentencia ante los Tribunales Colegiados en Materia Civil y Administrativa de Oaxaca. El 9 de abril de 2012, un juez concedió permiso a una de las parejas de lesbianas para casarse, convirtiéndose así en la primera aprobación del matrimonio entre personas del mismo sexo en el estado. El caso fue apelado, y el 5 de diciembre de 2012 las tres parejas ganaron su apelación ante la Suprema Corte de Justicia de México, pero los funcionarios locales se negaron a celebrar los matrimonios. El caso volvió a la Suprema Corte y se dictó un fallo adicional a favor de las parejas. La primera pareja de lesbianas recibió autorización para casarse en el registro civil el 25 de febrero de 2013. Fueron la primera pareja del mismo sexo en casarse en Oaxaca, el 22 de marzo de 2013. La pareja masculina recibió notificación de su autorización el 3 de junio de 2013, y la tercera pareja dos días después.
El 26 de agosto de 2012, un juez federal mexicano ordenó al estado de Oaxaca realizar matrimonios entre personas del mismo sexo basándose en la Constitución de México, que prohíbe la discriminación por motivos de orientación sexual. Este fallo y otros dos fueron revisados por la Suprema Corte de Justicia de México, que emitió fallos unánimes el 5 de diciembre de 2012, revocando la prohibición del matrimonio entre personas del mismo sexo en tres casos individuales. Sin embargo, para sentar un precedente, cinco casos individuales debían resolverse de esta manera. El caso de Oaxaca de 2012 fue fundamental para abrir la puerta al matrimonio legal entre personas del mismo sexo en todos los estados de México a través del recurso de amparo. Utilizando decisiones internacionales, incluidas Atala Riffo y niñas vs. Chile, los casos estadounidenses de Loving contra Virginia y Brown contra el Consejo de Educación, y las propias leyes antidiscriminatorias de México, la Suprema Corte dictaminó el 5 de diciembre de 2012 que las leyes que limitan el matrimonio a un hombre y una mujer, o con el fin de perpetuar la especie, violan la ley federal que exige que "correspondan a todas las personas sin distinción alguna", y que dichas leyes son inconstitucionales por discriminación por orientación sexual y usurpación del derecho, no sólo del derecho individual sino también de la pareja, a formar una familia. El tribunal basó su fallo en los artículos 1 y 4 de la Constitución de México. El artículo 1 de la Constitución establece que "toda forma de discriminación, basada en el origen étnico o nacional, el género, la edad, la discapacidad, la condición social, las condiciones médicas, la religión, las opiniones, la orientación sexual, el estado civil o cualquier otra forma, que viole los derechos la dignidad humana o pretenda anular o disminuir los derechos y libertades de las personas, está prohibida", y el artículo 4 se refiere a la igualdad matrimonial, señalando que "el hombre y la mujer son iguales ante la ley. La ley protegerá la organización y el desarrollo de la familia". Salvo la voluntad legislativa de cambiar las leyes estatales, una disposición de la ley mexicana permite que cinco fallos en un estado con el mismo resultado sobre el mismo tema anulen una ley y establezcan la jurisprudencia legal para revocarla. Así, los matrimonios obtenidos por amparo pueden celebrarse en cualquier estado, independientemente de que se haya modificado el código civil estatal.
El 23 de abril de 2014, la Suprema Corte de Justicia de México falló sobre otro amparo, otorgando a 39 parejas del mismo sexo el derecho a contraer matrimonio. Una pareja de San Juan Bautista Tuxtepec ganó un amparo por matrimonio entre personas del mismo sexo en 2016. En julio de 2017 una pareja del mismo sexo de la ciudad de Oaxaca logró casarse sin recibir un amparo. El primer matrimonio entre personas del mismo sexo en Santiago Jamiltepec tuvo lugar en abril de 2018, y el primer matrimonio entre personas del mismo sexo en Salina Cruz se realizó para una pareja de lesbianas el mes siguiente. Ambos matrimonios se celebraron después de que las parejas solicitaron con éxito un amparo ante los tribunales.

### Proceso administrativo
El 26 de agosto de 2018, el registro civil de Oaxaca comenzó a permitir que parejas del mismo sexo se casaran sin necesidad de obtener primero un amparo. Sin embargo, el proceso tomó tres días hábiles, en comparación con las dos horas que tardan las parejas del sexo opuesto. El abogado Daniel Merlín Tolentino explicó que la diferencia de tiempo de espera entre parejas heterosexuales y del mismo sexo era para "garantizar que el matrimonio cumpliera con la jurisprudencia". El registro civil consideraría y analizaría "cuidadosamente" cada solicitud de matrimonio de parejas del mismo sexo para garantizar su legitimidad, ya que la ley estatal en ese momento todavía prohibía los matrimonios entre personas del mismo sexo. Para casarse, una pareja debe presentar documentos válidos, incluida una solicitud de matrimonio, las partidas de nacimiento de ambos cónyuges y documentos oficiales y los resultados de un examen médico prematrimonial, así como tener presentes al menos 4 testigos. El costo era idéntico al de las parejas heterosexuales.

### Acción legislativa
El 28 de agosto de 2019, el Congreso del Estado de Oaxaca aprobó un proyecto de ley en una votación de 25 a 10 para hacer que la definición de matrimonio y concubinato en el Código Civil sea neutral en cuanto al género. La votación fue la siguiente:
| Partido político                     | Miembros | Sí | No | Abstención | Ausentes |
| ------------------------------------ | -------- | -- | -- | ---------- | -------- |
| Movimiento de Regeneración Nacional  | 26       | 17 | 3  | 4          | 2        |
| Partido Revolucionario Institucional | 6        | 4  | 2  |            |          |
| Partido del Trabajo                  | 3        | 3  |    |            |          |
| Partido Verde Ecologista de México   | 2        |    | 2  |            |          |
| Mujeres Independientes               | 2        | 1  |    |            | 1        |
| Partido Encuentro Social             | 2        |    | 2  |            |          |
| Partido Acción Nacional              | 1        |    | 1  |            |          |
| Total                                | 42       | 25 | 10 | 4          | 3        |

La legislación fue firmada por el gobernador Alejandro Murat Hinojosa el 29 de agosto, publicada en el Diario Oficial del Estado el 5 de octubre de 2019 y entró en vigor ese mismo día. Se modificó el artículo 143 del Código Civil para quedar como:

El matrimonio es un contrato civil celebrado entre dos personas, que se unen para realizar una vida en común y proporcionarse respeto, igualdad y ayuda mutua.

## Estadísticas
El registro civil de Oaxaca anunció en octubre de 2022 que en 2021 se habían realizado 24 matrimonios entre personas del mismo sexo en el estado.

## Opinión pública
Una encuesta de opinión de 2017 realizada por Gabinete de Comunicación Estratégica encontró que el 43% de los residentes de Oaxaca apoyaban el matrimonio entre personas del mismo sexo, mientras que el 55% se oponía.
Según una encuesta de 2018 del Instituto Nacional de Estadística y Geografía, el 52% del público oaxaqueño se oponía al matrimonio entre personas del mismo sexo.
Una encuesta de 2020 realizada por el Centro de Estudios Sociales y Opinión Pública (CESOP) a 1400 encuestados mostró que el 62% de los oaxaqueños se oponía al matrimonio entre personas del mismo sexo, mientras que el 37% lo apoyaba y el 1% restante estaba indeciso. Los niveles de apoyo variaron mucho con la edad; fue más alto entre los de 18 a 24 años, con un 61%, y entre 25 y 34 años, con un 50%, mientras que entre los de 55 años o más, el 78% se opuso. Las actitudes también variaron entre los distritos; con el mayor apoyo en el octavo distrito electoral (que incluye la capital del estado, la ciudad de Oaxaca) con un 59%, seguido por el sexto distrito electoral (ubicado en la parte occidental del estado, que contiene municipios de las regiones Mixteca y Sierra Sur) con un 58%. La oposición alcanzó el 90% en los distritos electorales 5º y 7º de la parte oriental del estado (que contiene la totalidad de la Región Istmo). Las mujeres también eran más propensas que los hombres a apoyar el matrimonio entre personas del mismo sexo.